# Mani Kabum
| Tibetische Bezeichnung                     |
| ------------------------------------------ |
| Tibetische Schrift: མ་ནི་བཀའ་འབུམ            |
| Wylie-Transliteration: ma ni bka' 'bum     |
| Andere Schreibweisen: Mani Kabum           |
| Chinesische Bezeichnung                    |
| Vereinfacht: 嘛呢全集 (玛尼全集, 玛尼宝训) |
| Pinyin:Mani quanji                         |

Das Mantra Om mani padme hum in tibetischer Schrift

Mani Kabum (tib.: ma ni bka' 'bum; Hunderttausend Worte über das (Om) Mani (Padme Hum)) oder Mani Kambum ist eine Textsammlung, die den Lehren und Praktiken des Avalokiteshvara (tib.: sPyan-ras-gzigs / Tschenräsig), des Bodhisattva des universellen Mitgefühls, und seiner heiligen Formel Om mani padme hum gewidmet ist. Es ist ein bedeutendes Werk für das Verständnis der tibetisch-bhutanischen Religionsgeschichte. 
Es wird traditionell dem tibetischen König Songtsen Gampo zugeschrieben, es heißt auch, seine mündlich erteilte Lehre sei von seinem Minister Thonmi Sambhota aufgezeichnet worden. Es wurde als Terma von unterschiedlichen Meistern überliefert.
Die derzeitige Forschung geht (nach tibetanlaw.org) davon aus, dass die Hauptautoren der wiederentdeckten Texte Drubthob Ngödrub (grub thob dngos grub) im 12. Jahrhundert, Nyangral Nyima Öser (nyang ral nyi ma 'od zer) (1136–1204) und Jetsün Shakya Sangpo (rje btsun shakya bzang po) im 13. Jahrhundert waren.
Das Werk wurde in jüngster Zeit von Trizin Tsering Rinpoche aus einem bhutanischen Manuskript ins Englische übersetzt.